# Ögonmått
Ögonmått är en metod för att uppskatta mått enbart med synen som redskap. Ordet är belagt i svenska språket åtminstone sedan 1679.
Ögonmått används när redskap som linjal eller måttband inte finns att tillgå.